# Central dialyskateter

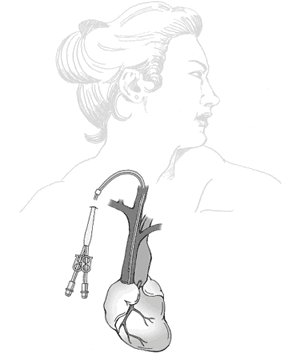
Central dialyskateter (CDK)

Central dialyskateter (CDK) är en kateter som används vid dialysbehandling. Till det yttre liknar den en central venkateter, men oftast med två skänklar. En för att ta ut blodet, i den andra ges blodet tillbaka. Inuti en CDK finns två lumen (hålrum) som läggs i ett större kärl. Den ena lumen är lite längre än den andra för att blodet inte ska sugas tillbaka i dialysmaskinen (recirkulation) utan fortsätta ut i blodbanan.
CDK används främst inom njurmedicinsk vård, men även inom hematologisk vård och intensivvård.
En CDK används oftast då patienten är ny i dialysbehandling, i väntan på en AV-fistel. Eller då behandling med dialys väntas pågå en kortare tid, upp till tre månader.